# Tân Xuân, Hàm Tân
Tân Xuân là một xã thuộc huyện Hàm Tân, tỉnh Bình Thuận, Việt Nam.
Xã Tân Xuân có tổng diện tích tự nhiên 69,17 km², dân số năm 2020 là 8.201 người, mật độ dân số 119 người/km².
Xã Tân Xuân là xã miền núi của huyện Hàm Tân, có tuyến Quốc lộ 55 nối liền huyện Hàm Tân với thị xã La Gi, cách trung tâm huyện 11 km và cách thị xã La Gi 6 km.
Địa giới hành chính xã được giới hạn: Phía đông giáp xã Tân Bình (thị xã La Gi), phía tây giáp xã Tân Thắng, phía bắc giáp xã Tân Hà, phía nam giáp phường Tân An và xã Tân Phước (thị xã La Gi).
Dân số là 2.225 hộ/8.201 khẩu, mật độ dân số 119 người/km2, xã có 04 thôn: Láng Gòn 1, Láng Gòn 2, Đá Mài 1, Đá Mài 2; là xã thuần nông nghiệp, có hơn 80% số hộ làm nghề nông.
Cơ cấu kinh tế của xã tâp trung vào nông nghiệp - tiểu thủ công nghiệp, xây dựng - dịch vụ, thương mại. Trong những  năm tới cần phát huy những lợi thế, tiềm năng của xã, tăng cường đầu tư, đẩy mạnh hơn nữa sự phát triển của các ngành tiểu thủ công nghiệp và thương mại - dịch vụ, chuyển dịch cơ cấu sản xuất theo hướng tiến bộ, hiệu quả.       

## Điện thoại: (0252) 3563014      Email: tanxuan@hamtan.binhthuan.gov.vn
Trụ sở UBND xã Tân Xuân: Thôn Láng Gòn 1, xã Tân Xuân, huyện Hàm Tân, tỉnh Bình Thuận